# Brassempouy
Brassempouy är en kommun i departementet Landes i regionen Nouvelle-Aquitaine i sydvästra Frankrike. Kommunen ligger i kantonen Amou som tillhör arrondissementet Dax. År 2022 hade Brassempouy 273 invånare.

## Befolkningsutveckling
Antalet invånare i kommunen Brassempouy
Referens:INSEE